# Ексетер (Міссурі)
Ексетер (англ. Exeter) — місто (англ. city) в США, в окрузі Баррі штату Міссурі. Населення — 733 особи (2020).

## Географія
Ексетер розташований за координатами 36°40′15″ пн. ш. 93°56′24″ зх. д. / 36.67083° пн. ш. 93.94000° зх. д. (36.670711, -93.939886).  За даними Бюро перепису населення США в 2010 році місто мало площу 2,05 км², з яких 2,05 км² — суходіл та 0,00 км² — водойми.

## Демографія
Згідно з переписом 2010 року, у місті мешкали 772 особи в 293 домогосподарствах у складі 213 родин. Густота населення становила 376 осіб/км².  Було 344 помешкання (168/км²).
Расовий склад населення:
| - 94,7 % — білих - 0,5 % — азіатів - 0,4 % — корінних американців - 0,4 % — чорних або афроамериканців - 1,7 % — осіб інших рас |

До двох чи більше рас належало 2,3 %. Частка іспаномовних становила 5,1 % від усіх жителів.
За віковим діапазоном населення розподілялося таким чином: 30,2 % — особи молодші 18 років, 57,0 % — особи у віці 18—64 років, 12,8 % — особи у віці 65 років та старші. Медіана віку мешканця становила 33,6 року. На 100 осіб жіночої статі у місті припадало 93,5 чоловіків;  на 100 жінок у віці від 18 років та старших — 89,8 чоловіків також старших 18 років.
Середній дохід на одне домашнє господарство  становив 35 325 доларів США (медіана — 33 188), а середній дохід на одну сім'ю — 40 494 долари (медіана — 37 115). Медіана доходів становила 28 333 долари для чоловіків та 21 600 доларів для жінок. За межею бідності перебувало 13,2 % осіб, у тому числі 12,4 % дітей у віці до 18 років та 8,5 % осіб у віці 65 років та старших.
Цивільне працевлаштоване населення становило 312 особи. Основні галузі зайнятості: виробництво — 32,1 %, освіта, охорона здоров'я та соціальна допомога — 16,0 %, будівництво — 11,2 %, роздрібна торгівля — 9,3 %.